# Stenodynerus claremontenis
Stenodynerus claremontenis är en stekelart som först beskrevs av Cameron 1905.  Stenodynerus claremontenis ingår i släktet smalgetingar, och familjen Eumenidae. Inga underarter finns listade i Catalogue of Life.